# Сельское поселение «Нерчинско-Заводское»
Се́льское поселе́ние «Нерчинско-Заводское» — муниципальное образование в Нерчинско-Заводском районе Забайкальского края Российской Федерации.
Административный центр — село Нерчинский Завод.

## История
Статус и границы сельского поселения установлены Законом Читинской области от 19 мая 2004 года «Об установлении границ, наименований вновь образованных муниципальных образований и наделении их статусом сельского, городского поселения в Читинской области».

## Население
| 2010  | 2011  | 2012  | 2013  | 2014  | 2015  | 2016  |
| ----- | ----- | ----- | ----- | ----- | ----- | ----- |
| 2842  | ↘2838 | ↘2777 | ↘2705 | ↘2680 | ↘2600 | ↘2569 |
| 2017  | 2018  | 2019  | 2020  | 2021  |       |       |
| ↘2528 | ↘2500 | ↘2436 | ↘2409 | ↘2327 |       |       |

## Состав сельского поселения
| № | Населённый пункт | Тип населённого пункта       | Население |
| - | ---------------- | ---------------------------- | --------- |
| 1 | Нерчинский Завод | село, административный центр | ↘2327     |